# Tajná policie
Tajná policie (někdy také politická policie) je výzvědná složka nebo policejní oddělení operující v utajení a často za hranou zákona ve snaze ochránit politickou moc diktátora nebo autoritativního režimu. Na rozdíl od ostatních policejních orgánů tajná policie působí mimo dohled veřejnosti a právních předpisů. Ve snaze potlačit politické oponenty se uchyluje k teroru, zastrašování, případně i mučení nebo likvidaci občanů. V takových společnostech splývají pravomoci policie a tajné služby, případně i justice. Charakteristiky tajné policie, jako je překračování právního řádu, mohou nabývat také domácí zpravodajské služby demokratických států.

## Historie
Známé tajné policie byly například:
- Ochranka založená za ruského cara Alexandra III.
- Rakouská tajná policie (její praktiky satiricky popisuje Jaroslav Hašek ve svém díle Osudy dobrého vojáka Švejka za světové války), založená Josefem II. a působící až do rozpadu monarchie, například ostrakizovala K. H. Borovského a sabotovala jeho vydavatelskou činnost.
- Další byly nacistické gestapo, sovětská KGB a jí ovlivněné policie, mezi nimi i československá StB a východoněmecká Stasi.

### Studená válka
Tajné služby sovětských satelitů a spřátelených režimů byly zakládány a řízeny sovětskou tajnou službou, často reorganizovanou, tak jak probíhaly boje o moc mezi jejími špičkami. V prvních desetiletích sloužily k šíření moci sovětů a upevňování státního teroru. Vychovávaly nejen vlastní kádry, ale přejímaly i „osvědčené“ kolaboranty nebo příslušníky carské represe a – o něco později – nacistické tajné policie.
Na sklonku éry SSSR se jejich činnost soustředila prakticky výlučně na zajištění ekonomické budoucnosti jejich představitelů. Mnozí z jejich funkcionářů jsou dnes zámožnými „podnikateli“, nebo i „oligarchy“, často za využití kapitálu, uloženého ještě za dob socialismu v západních bankách – zejména v USA, také Británii, částečně i v kontinentální Evropě (Lucembursko, Nizozemí, Švýcarsko) a off-shore územích.
Pro tajné služby režimů závislých na (nebo hlásících se k) USA, platí totéž pro levicové totality, pouze zrcadlově obráceně: zde s jejich zřizováním a výcvikem kádrů vydatně pomáhala CIA (někde byla tajná policie doslova její filiálkou – např. v Jižní Koreji); metody práce (= mučení, vraždy, „mizení“ lidí, nezákonné postupy vůči opozici) si nezadaly s těmi levicovými/komunistickými. Taktéž pro bývalé nacistické agenty se často našlo uplatnění (poté, co jim byl různými kanály umožněn únik na druhou stranu železné opony, do „svobodného světa“).

## Tajné policie podle zemí

### Amerika, Karibik
Argentina
- Speciální sekce pro potírání komunismu
- Informační oddělení politiky antidemokratické DIPA

Brazílie
- Destacamento de Operações de Informações - Centro de Operações de Defesa Interna, během vojenské vlády, 1964–1985

Dominikánská republika
- Vojenská zpravodajská služba za vlády Rafaele Trujilla

Chile
- DINA, Dirección de Inteligencia Nacional (Ředitelství národního zpravodajství) – 1973–1977; poté přejmenována na
- CNI, Central Nacional de Información (Národní informační centrála) – 1977–

#### Haiti
- Tonton Macoutes, Milice de Volontaires de la Sécurité Nationale (Dobrovolnická milice národní bezpečnosti) – 1959–1986

Kuba
- BRAC, Buró para Represión de las Actividades Comunistas (Úřad pro potlačování komunistické činnosti)

- DGI, Dirección General de Inteligencia (Generální zpravodajské ředitelství) – 1961–

### Asie
Čínská lidová republika
- Ústřední oddělení sociálních věcí, později Ústřední vyšetřovací oddělení – 1937–1983

Irák
- Irácká výzvědná služba, 1973-2003

Írán
- SAVAK, ساواک, Národní organizace pro zpravodajství a bezpečnost, 1957-1979

Japonsko
- Kempeitai, 憲兵隊, 1881-1946

- Tokubecu Kótó Keisacu, 特別高等警察, 1911-1945

Jižní Korea
- KCIA, 중앙정보부, Korean Central Intelligence Agency (Korejská ústřední zpravodajská služba) – 1961–1981; poté přejmenována na
- ANSP, 국가안전기획부, Agency for National Security Planning (Agentura pro národní bezpečnostní plánování) – 1981–1999

Kambodža
- Santebal tajná policie Rudých Khmerů

Severní Korea
- Státní ochranná a bezpečnostní agentura

Vietnam
- Tổng cục 2

### Evropa
Albánie
- Sigurimi, Drejtorija e Sigurimit të Shtetit (Ředitelství státní bezpečnosti) – 1943–1991

Bělorusko
- KDB, Камітэт дзяржаўнай бяспекі,

Bulharsko
- DS, Държавна сигурност, Dăržavna sigurnost (Státní bezpečnost) – 1945–1989

Československo
- StB, Státní bezpečnost / ŠtB, Štátna bezpečnosť – 1945–1990

Jugoslávie
- UDBA, Uprava državne bezbednosti (Správa státní bezpečnosti) – 1945–1991

Maďarsko
- ÁVH, Államvédelmi Hatóság (Státní ochranný úřad) – 1944–1956

Německo (Třetí říše)
- gestapo, Geheime Staatspolizei (Tajná státní policie) – 1933–1945

Německá demokratická republika
- Stasi, Ministerium für Staatssicherheit (Ministerstvo pro státní bezpečnost) – 1950–1989; poté přejmenováno na
- AfNS, Amt für Nationale Sicherheit (Úřad pro národní bezpečnost) – 1989–1990

Portugalsko
- PVDE, Polícia de Vigilância e de Defesa do Estado (Dozorčí policie a obrana státu) 1933–1945; poté přejmenována na
- PIDE, Polícia Internacional e de Defesa do Estado (Mezinárodní policie a obrana státu) – 1945–1969; poté přejmenována na
- DGS, Direcção-Geral de Segurança (Generální ředitelství bezpečnosti) – 1969–1974

Polsko
- UB, Urząd Bezpieczeństwa (Úřad bezpečnosti) – 1945–1956; poté přejmenován na
- SB, Służba Bezpieczeństwa (Bezpečnostní služba) – 1956–1990

Rusko
- Ochranka carská tajná služba

Rumunsko
- Securitate, Departamentul Securităţii Statului (Bezpečnost, Státní bezpečnostní oddělení) – 1944–1989

Řecko
- Řecká vojenská policie, Ελληνική Στρατιωτική Αστυνομία, 1951-1974

SSSR
- Čeka, (Večeka), Všeruská mimořádná komise (Všeruská mimořádná komise pro boj s kontrarevolucí a sabotáží, od 1918: Všeruská mimořádná komise pro boj s kontrarevolucí, spekulantstvím a zneužitím moci)
ЧК (ВЧК), Всероссийская чрезвычайная комиссия (Всероссийская чрезвычайная комиссия по борьбе с контрреволюцией и саботажем, od 1918: Всероссийская чрезвычайная комиссия по борьбе с контрреволюцией, спекуляцией и преступлениям по должности)
1917-1922
- GPU, Státní politická správa
ГПУ, Государственное Политическое Управление
1922-1923
- OGPU, Spojená státní politická správa
ОГПУ, Объединённое государственное политическое управление при СНК СССР
1923-1934
- NKVD, Lidový komisariát vnitřních záležitostí
НКВД, Народный комиссариат внутренних дел
1934-1946
- MVD, Ministerstvo vnitra
МВД, Министерство внутренних дел
1946-1954 (kdy převzalo na MVD přejmenované NKVD, předtím 1802-1917 ruské, od 1968 obnovené sovětské MVD, od 1990 ruské)
- MGB, Ministerstvo státní bezpečnosti
МГБ, Министерство государственной безопасности
1946-1953
- KGB, Výbor státní bezpečnosti
КГБ, Комитeт госудaрственной безопaсности
1954-1991

Španělsko
- SIAEM, Servicio de Información del Alto Estado Mayor (Informační služba Sboru náčelníků štábů) – 1939–1977; jako její odnož vznikla
- OCN, Organización Contrasubversiva Nacional (Národní protirozvratná organizace) – 1968–1972; poté přejmenována na
- SECED, Servicio Central de Documentación (Ústřední dokumentační služba) – 1972–1977